# Lode Craeybeckx

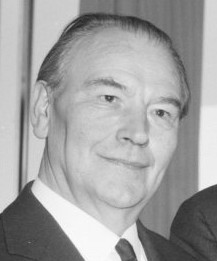
Lode Craeybeckx (1962)

François Ferdinand Louis „Lode“ Craeybeckx (* 24. November 1897 in Antwerpen; † 25. Juli 1976 ebenda) war ein flämischer sozialistischer Politiker.

## Leben und Wirken
Der Sohn eines Polizisten war von 1925 bis 1931 zunächst als Journalist für die Volksgazet tätig. Im Jahr 1932 trat er für die Belgische Sozialistische Partei (BSP) bei den Kommunalwahlen an und wurde Gemeinderatsmitglied von Deurne und Mitglied der Belgischen Abgeordnetenkammer, der er bis 1968 ununterbrochen angehörte. Zwischenzeitlich wurde Craeybeckx am 1. Januar 1947 als Nachfolger von Camille Huysmans zum Bürgermeister von Antwerpen gewählt und behielt dieses Amt bis zu seinem Tode. Damit war Craeybeckx mit fast 30 Amtsjahren der am längsten dienende Bürgermeister Antwerpens.
In seiner Amtszeit war Craeybeckx mitverantwortlich für zahlreiche stadtprägende Projekte, darunter den Ausbau des Hafens von Antwerpen zum Containerhafen, die bautechnische Erschließung der Stadt, die Gründung des Rijksuniversitair Centrum Antwerpen, die 2003 in die neue Universität Antwerpen integriert wurde, sowie die Einrichtung des Freilichtmuseums für Bildhauerkunst Middelburg. Dabei nahm er wenig Rücksicht auf historische Stadtstrukturen und opferte für diese Projekte ein Großteil der teilweise noch aus dem Mittelalter bestehenden Häuser.

## Ehrungen
- 1958 Großes Verdienstkreuz mit Stern der Bundesrepublik Deutschland